# Équipe cycliste Pauwels Sauzen-Vastgoedservice
Pour les autres équipes sponsorisées par la banque mutualiste Crelan, voir Crelan.
L'équipe cycliste Pauwels Sauzen-Vastgoedservice est une équipe cycliste belge créée par le footballeur belge Timmy Simons. Durant son existence de 2014 à 2018, elle court avec le statut d'équipe continentale. En 2019, elle devient une équipe UCI de cyclo-cross. Elle portait le nom de Vastgoedservice-Golden Palace en 2014 et 2015, puis Crelan-Vastgoedservice en 2016 et Pauwels Sauzen–Vastgoedservice de 2017 à 2018.
Elle ne doit pas être confondue avec les équipes Crelan-Euphony et Pauwels Sauzen-Bingoal.

## Histoire de l'équipe

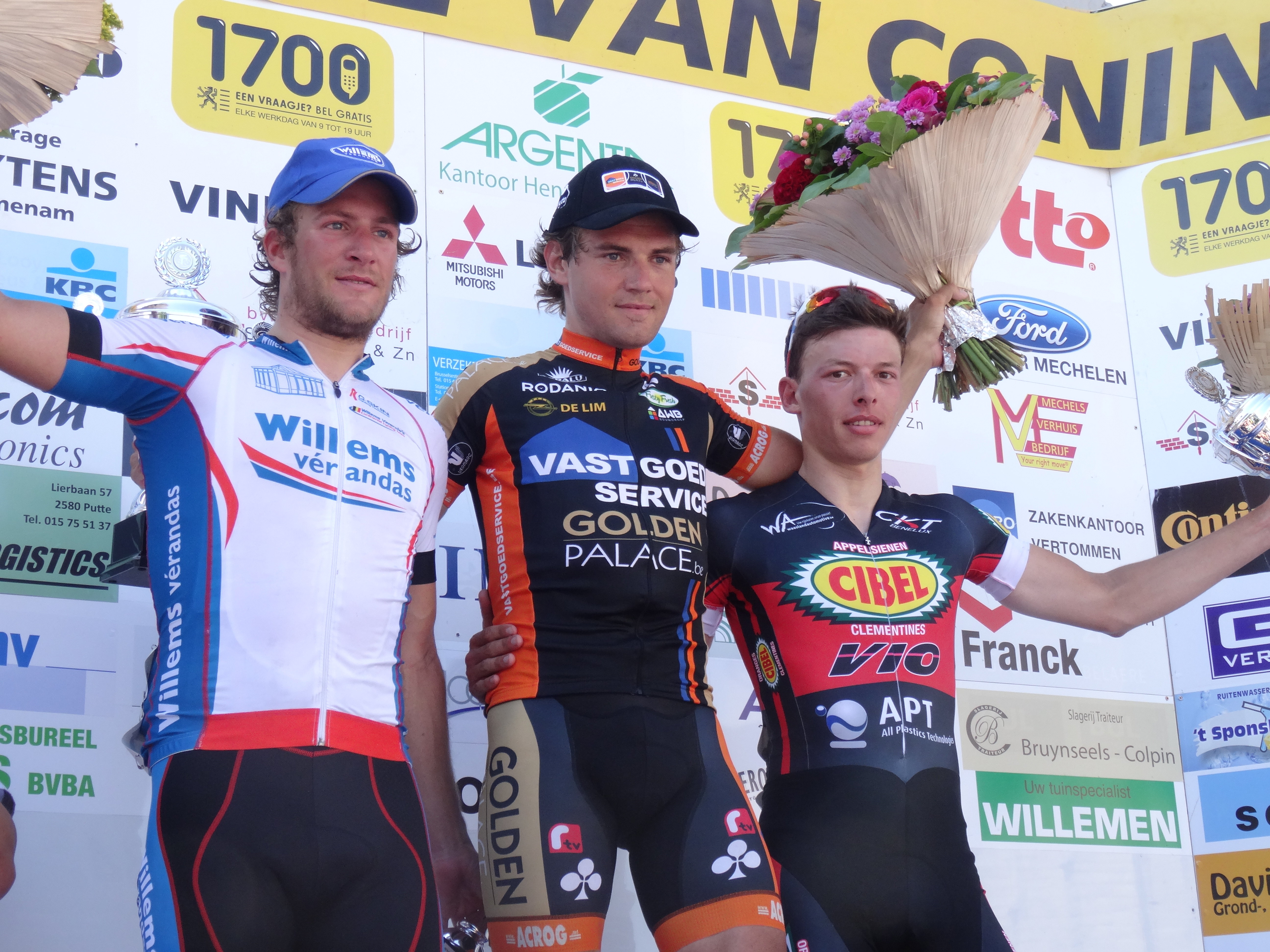
Podium de l'édition 2014 du Mémorial Philippe Van Coningsloo : Nicolas Vereecken (2e), Rob Ruijgh (1er) et Oliver Naesen (3e).

Le logo de l'équipe en 2014 et 2015.

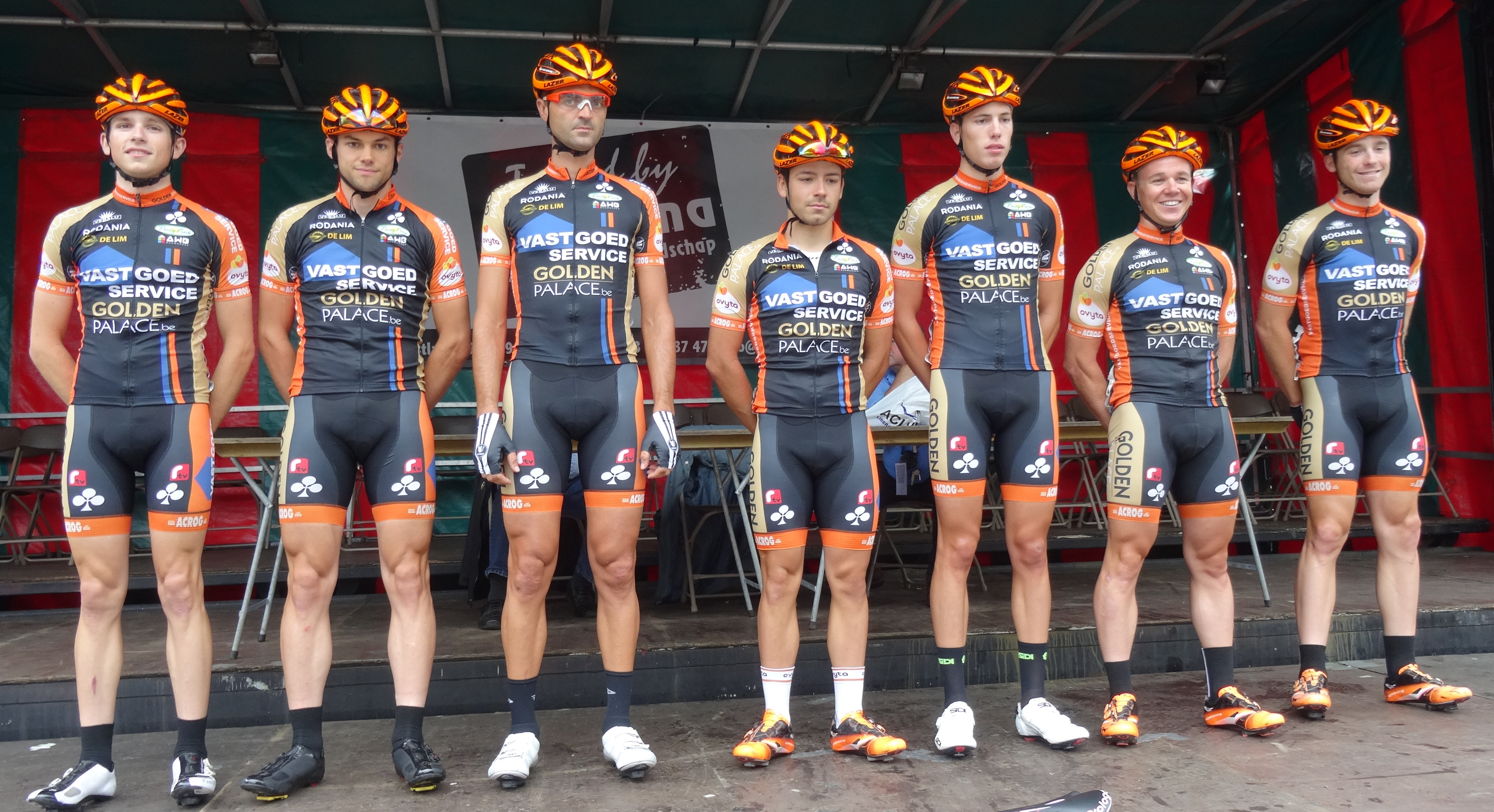
Une partie de l'équipe en 2014.

### 2013: création
L'équipe est créée à la fin de la saison 2013.

### 2014: première saison
L'équipe Vastgoedservice-Golden Palace commence sa première saison en tant qu'équipe continentale, où elle obtient deux victoires sur des courses UCI. Dix-neuf coureurs constituent l'effectif, tous belges sauf Rob Ruijgh qui est néerlandais. Kevin Peeters remporte le Grand Prix Criquielion le 17 mai et Rob Ruijgh remporte le Mémorial Philippe Van Coningsloo le 8 juin. 
L'équipe comptabilise également deux victoires sur des courses de cyclo-cross : Jens Adams remporte le championnat de Belgique de cyclo-cross espoirs le 12 janvier et Wout van Aert remporte le Superprestige espoirs #1 de Gieten (aux Pays-Bas) le 5 octobre.

### 2016-2019
L'équipe change de nom au 1er janvier et devient Crelan-Vastgoedservice.
À partir du 1er janvier 2018, l'équipe se spécialise dans le cyclo-cross. En mai 2019, la structure disparaît, tandis qu'une partie de l'équipe fusionne avec la formation Marlux-Bingoal pour devenir l'équipe Pauwels Sauzen-Bingoal,.

## Principales victoires
- Grand Prix Criquielion : Kevin Peeters (2014)
- Memorial Philippe Van Coningsloo : Rob Ruijgh (2014)
- Grand Prix de la ville de Zottegem : Tim Merlier (2016)
- Coupe Sels : Wout van Aert (2016)
- Arno Wallaard Memorial : Timothy Stevens (2017)

## Classements UCI
L'équipe participe aux circuits continentaux et principalement à des épreuves de l'UCI Europe Tour. Les tableaux ci-dessous présentent les classements de l'équipe sur les différents circuits, ainsi que son meilleur coureur au classement individuel.
UCI Africa Tour
| Saison | Classement par équipes | Meilleur coureur au classement individuel |
| ------ | ---------------------- | ----------------------------------------- |
| 2017   | 13e                    | Louis Verhelst (43e)                      |

UCI Asia Tour
| Saison | Classement par équipes | Meilleur coureur au classement individuel |
| ------ | ---------------------- | ----------------------------------------- |
| 2014   | 57e                    | Kevin Peeters (102e)                      |

UCI Europe Tour
| Saison | Classement par équipes | Meilleur coureur au classement individuel |
| ------ | ---------------------- | ----------------------------------------- |
| 2014   | 71e                    | Kevin Peeters (233e)                      |
| 2015   | 71e                    | Tim Merlier (315e)                        |
| 2016   | 17e                    | Xandro Meurisse (47e)                     |
| 2017   | 56e                    | Timothy Stevens (402e)                    |

## Effectif en 2016
| Cycliste           | Date de naissance | Nationalité | Équipe 2015                   |  |
| ------------------ | ----------------- | ----------- | ----------------------------- |  |
| Jens Adams         | 5 juin 1992       | Belgique    | Vastgoedservice-Golden Palace |  |
| Joeri Adams        | 15 octobre 1989   | Belgique    | Vastgoedservice-Golden Palace |  |
| David Boucher      | 17 mars 1980      | France      | FDJ                           |  |
| Dennis Coenen      | 13 novembre 1991  | Belgique    | Vastgoedservice-Golden Palace |  |
| Jan Denuwelaere    | 9 avril 1988      | Belgique    | Vastgoedservice-Golden Palace |  |
| Gerry Druyts       | 30 janvier 1991   | Belgique    | Vastgoedservice-Golden Palace |  |
| Yannick Eijssen    | 26 juin 1989      | Belgique    | Wanty-Groupe Gobert           |  |
| Alexander Geuens   | 5 septembre 1994  | Belgique    | Lotto-Soudal U23              |  |
| Kurt Geysen        | 26 mai 1979       | Belgique    | Vastgoedservice-Golden Palace |  |
| Pieter Jacobs      | 6 juin 1986       | Belgique    | Topsport Vlaanderen-Baloise   |  |
| Tim Merlier        | 30 octobre 1992   | Belgique    | Vastgoedservice-Golden Palace |  |
| Xandro Meurisse    | 31 janvier 1992   | Belgique    | An Post-ChainReaction         |  |
| Rob Peeters        | 2 juillet 1985    | Belgique    | Vastgoedservice-Golden Palace |  |
| Yannick Peeters    | 15 novembre 1996  | Belgique    | Vastgoedservice-Golden Palace |  |
| Fréderique Robert  | 25 janvier 1989   | Belgique    | Wanty-Groupe Gobert           |  |
| Rob Ruijgh         | 12 novembre 1986  | Pays-Bas    | Vastgoedservice-Golden Palace |  |
| Jelle Schuermans   | 3 décembre 1996   | Belgique    | Vastgoedservice-Golden Palace |  |
| Timothy Stevens    | 26 mars 1989      | Belgique    | Vastgoedservice-Golden Palace |  |
| Wout van Aert      | 15 septembre 1994 | Belgique    | Vastgoedservice-Golden Palace |  |
| Jordi Van Dingenen | 18 juin 1996      | Belgique    | Vastgoedservice-Golden Palace |  |